# Scaphinotus
Scaphinotus är ett släkte av skalbaggar. Scaphinotus ingår i familjen jordlöpare.

## Bildgalleri

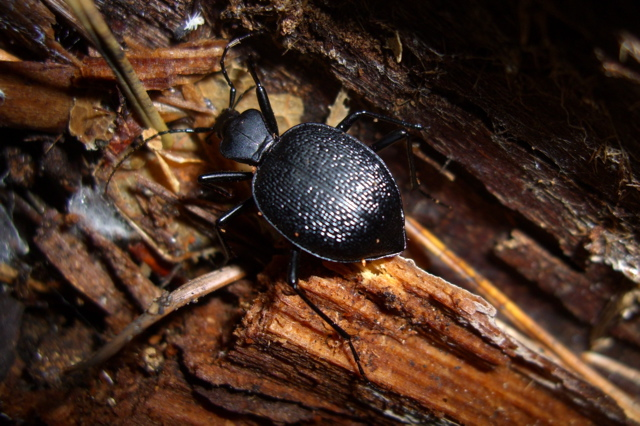

## Dottertaxa tillScaphinotus, i alfabetisk ordning[1]
- Scaphinotus aeneicollis
- Scaphinotus andrewsi
- Scaphinotus angulatus
- Scaphinotus angusticollis
- Scaphinotus behrensi
- Scaphinotus bilobus
- Scaphinotus bullatus
- Scaphinotus cavicollis
- Scaphinotus cordatus
- Scaphinotus crenatus
- Scaphinotus cristatus
- Scaphinotus debilis
- Scaphinotus elevatus
- Scaphinotus fissicollis
- Scaphinotus guyoti
- Scaphinotus hatchi
- Scaphinotus hubbardii
- Scaphinotus imperfectus
- Scaphinotus incompletus
- Scaphinotus interruptus
- Scaphinotus johnsoni
- Scaphinotus kelloggi
- Scaphinotus klahowyae
- Scaphinotus liebecki
- Scaphinotus lodingi
- Scaphinotus longiceps
- Scaphinotus manni
- Scaphinotus marginatus
- Scaphinotus merkeli
- Scaphinotus obliquus
- Scaphinotus oreophilus
- Scaphinotus petersi
- Scaphinotus punctatus
- Scaphinotus regularis
- Scaphinotus relictus
- Scaphinotus ridingsi
- Scaphinotus riversi
- Scaphinotus rugiceps
- Scaphinotus schwarzi
- Scaphinotus snowi
- Scaphinotus striatopunctatus
- Scaphinotus subtilis
- Scaphinotus tricarinatus
- Scaphinotus unicolor
- Scaphinotus unistriatus
- Scaphinotus vandykei
- Scaphinotus webbi
- Scaphinotus ventricosus
- Scaphinotus viduus
- Scaphinotus violaceus